# The Chinese Language: Fact and Fantasy
The Chinese Language: Fact and Fantasy (dịch nghĩa: Hán ngữ: Sự thật và Ảo tưởng) là một cuốn sách do John DeFrancis viết, được University of Hawaiʻi Press xuất bản vào năm 1984. Cuốn sách này mô tả vài khái niệm cơ bản của hệ chữ viết và ngôn ngữ Trung Quốc, cùng với đó là đưa ra lập trường của tác giả về một số ý tưởng về ngôn ngữ này.

## Ý chính
- Không hề có "ngôn ngữ Trung Quốc" độc nhất nào cả. Mà là có một nhóm các 'cách nói có liên quan nhau', mà có người gọi là phương ngữ, người khác thì lại gọi là "phương ngôn" (方言), và vẫn có những người khác thì coi chúng là các ngôn ngữ riêng biệt, nhiều trong số này không thể thông hiểu lẫn nhau. Một trong những biến thể đó, là dựa trên tiếng nói của khu vực Bắc Kinh, đã được chọn làm ngôn ngữ tiêu chuẩn ở Cộng hòa Nhân dân Trung Hoa, và hiện nay được gọi là Phổ thông thoại (普通話), tức "tiếng phổ thông". Các nhà ngôn ngữ học viết bằng tiếng Anh thường sử dụng thuật ngữ Modern Standard Chinese (Hán ngữ tiêu chuẩn hiện đại) cũng để chỉ ngôn ngữ này.
- Hệ thống chữ viết Hán ngữ mang nặng cơ sở âm vị học, được thể hiện ở các yếu tố ngữ âm hiện diện trên 95% tổng số chữ Hán (không cân đối theo tần suất sử dụng). Nhưng một số chữ đơn giản nhất thì lại không có bộ phận chỉ âm bởi vì chúng được sử dụng làm bộ phận chỉ âm trong các chữ khác, điều này khiến người ta tin rằng tất cả các chữ đều không có bộ phận chỉ âm nào cả, và theo dòng lịch sử, công dụng của các bộ phận chỉ âm hiện có đã phần nào bị mất mát đi do sự thay đổi về cả phát âm lẫn dạng viết. Tuy là vậy, DeFrancis ước tính rằng 66% các yếu tố ngữ âm vẫn "hữu ích" (trang 109–110). Nhiều học giả chỉ tập trung vào mỗi yếu tố chỉ nghĩa của chữ Hán mà bỏ quên mất điều rằng yếu tố chỉ âm là một ngọn nguồn cần thiết cho người đọc Hán ngữ. Hán văn không phải là loại văn tự biểu ý ưu việt; nó là văn tự ngữ âm kém cỏi.
- Mặc dù có những chữ trong hệ chữ viết Hán ngữ biểu trưng được các khái niệm một cách trực quan, chẳng hạn như 一 二 三 cho "một", "hai", và "ba", thì văn tự Hán ngữ không hề có tính biểu ý hiểu theo nghĩa là 'ký hiệu đại diện cho ý tưởng tách bạch khỏi ngôn ngữ'. Không đời nào có cái gọi là hệ chữ viết biểu ý hoàn chỉnh – mang các ký hiệu đại diện cho mọi khái niệm riêng lẻ khả dĩ mà khi đó hình vị hay âm vị đều sẽ không đóng vai trò gì đáng kể trong việc viết các từ riêng lẻ – được. Ví dụ, hầu hết các hình vị đơn âm tiết của Hán ngữ đều được viết dưới dạng chữ hình thanh (形聲字) bao gồm một yếu tố chỉ âm không có tính ghi ý.
- Văn tự Hán ngữ, với số lượng chữ khủng, cùng độ phức tạp và tính bất quy tắc của nó, có hại cho nỗ lực nâng cao tỉ lệ biết chữ của xã hội Trung Quốc, và cần được thay thế bằng một hệ chữ viết hiệu quả hơn nếu Trung Quốc muốn đạt được lợi ích của hiện đại hóa.

## Nội dung
Cuốn sách có một bài dẫn nhập và bốn phần, tổng cộng 15 chương. Có 11 trang có bảng chữ viết Hán ngữ. Các ghi chú cho chương, bảng chú giải, mục lục, danh sách tham khảo, và danh sách đề xuất đọc đều nằm ở cuối sách. Có 251 trang văn bản nếu không tính bài dẫn nhập, bảng, và ghi chú cuối sách.
Phần I là "Suy nghĩ lại về Hán ngữ" (Rethinking The Chinese Language). Phần II và III, "Suy nghĩ lại về chữ Hán" (Rethinking Chinese Characters) và "Tháo gỡ lầm tưởng về chữ Hán" (Demystifying Chinese Characters), bàn về chữ Hán. Phần IV là "Cải cách Hán ngữ" (Chinese Language Reform), bao gồm ý kiến của DeFrancis là điều gì sẽ xảy ra nếu mà những quan niệm sai lầm về Hán ngữ còn tiếp diễn. A. Ronald Walton ở Đại học Maryland, College Park có viết rằng các tiêu đề như vậy chỉ ra rằng cuốn sách này sử dụng cách tiếp cận là trình bày thực kiện để làm "phản luận" cho những quan niệm sai lầm về Hán ngữ.
Khoảng 201 trang, tức khoảng 80% của cuốn sách, là bàn về văn tự Hán ngữ. Phần II, Phần III và phần lớn Phần IV thảo luận về văn tự Hán ngữ. Phần I có thảo luận về Hán ngữ văn nói.
Cuốn sách thảo luận về những nỗ lực cải cách Hán ngữ diễn ra vào thế kỷ 20, cũng như quá trình phát triển của chữ Hán theo thời gian.

### Sáu lầm tưởng
DeFrancis dành một phần khá lớn trong cuốn sách để thử vạch trần mấy cái mà ông gọi là "sáu lầm tưởng" về chữ Hán. Các lầm tưởng đấy là:
- Lầm tưởng về tính ghi ý (The Ideographic Myth): Chữ Hán thể hiện ý tưởng chứ không phải âm thanh.
- Lầm tưởng về tính phổ quát (The Universality Myth): Chữ Hán cho phép người nói các ngôn ngữ khác nhau có thể đọc hiểu được văn bản của nhau. (Còn nữa, điều đó khả dĩ đến nhường vậy là nhờ tính chất đặc biệt nào đó mà chỉ riêng chữ Hán mới có.) Hơn nữa, Hán văn từ hàng ngàn năm trước thì ngày nay bất kì người Trung Quốc biết đọc biết viết nào cũng có thể đọc hiểu được ngay.
- Lầm tưởng về tính khả noi theo (The Emulatability Myth): Người ta có thể sao phỏng căn tính của chữ Hán để tạo ra văn tự phổ quát, hoặc để giúp những người mắc chứng khó học tập đọc được.
- Lầm tưởng về tính đơn âm tiết (The Monosyllabic Myth): Tất cả các từ trong Hán ngữ đều có độ dài một âm tiết. Hoặc, bất kỳ âm tiết nào có trong từ điển Hán ngữ đều có thể đứng một mình làm một từ nào đó.
- Lầm tưởng về tính bất khả phế bỏ (The Indispensability Myth): Cần có chữ Hán thì mới có thể thể hiện được Hán ngữ.
- Lầm tưởng về tính thành công (The Successfulness Myth): Chữ Hán là nguyên nhân dẫn đến mức độ biết chữ cao ở các nước Đông Á. (Một phiên bản đỡ hơn của lầm tưởng này thì đơn thuần là: mặc dù chữ Hán có khiếm khuyết thì các nước Đông Á vẫn có mức độ biết chữ cao.)

Tất cả các ý này được bàn luận kỹ lưỡng trong các chương riêng biệt trong cuốn sách.

## Đón nhận
William G. Boltz ở Đại học Washington có viết rằng phần nhiều cuốn sách "là một thành tựu hoàn toàn xứng đáng và thỏa đáng mà độc giả và học giả nói chung đều sẽ tâm đắc" nhưng với ông thì giá mà phần về văn nói, tức Phần I, được xây dựng tốt hơn.
Matthew Y. Chen ở Đại học California, San Diego có viết rằng DeFrancis "xuất sắc trong việc phát minh ra những ví dụ khéo léo để minh họa cho ý của mình" và "đã thành công ở một mức độ đáng ghi nhận trong việc khơi dậy sự tò mò của độc giả và thách thức họ nhìn vào văn tự Hán ngữ theo một cách tươi mới, thường hay độc đáo, và đôi khi gây tranh cãi."
Walton có viết rằng DeFrancis "đã thành công đáng nể" trong việc vừa ứng xử "với một truyền thống ngôn ngữ trải dài hơn một thiên niên kỷ" vừa mang lại niềm quan tâm cho các chuyên gia về Hán ngữ, "và còn mang lại một số góc nhìn khái niệm mới mẻ và sống động nữa."
Stephen Wadley từ Đại học Washington đã viết "Cả cuốn sách đấy được nghiên cứu và ghi chép rất kỹ lưỡng, được viết một cách chuyên nghiệp và khi đọc cảm thấy rất thích thú – một cuốn sách mà chắc chắn người ta cần có và hoan nghênh."
Florian Coulmas ở Đại học Chuo có viết rằng "Bản trình bày sáng suốt và cực kỳ tốt của ông về các đặc tính cấu trúc và lịch sử của Hán ngữ đã cung cấp được bối cảnh hơn cả cần thiết để lý giải các vấn đề chính sách của ngôn ngữ hiện tại." Coulmas cho rằng DeFrancis có lẽ đã có giọng điệu thiếu kiên nhẫn về việc cải cách văn học Trung Quốc vì chữ Hán từng là "bộ phận trung tâm của văn hóa Trung Quốc".